# Shō Ōmori
Shō Ōmori (japanisch 大森 渚生 Ōmori Shō; * 19. August 1999 in der Präfektur Tokio) ist ein japanischer Fußballspieler.

## Karriere
Shō Ōmori erlernte das Fußballspielen in der Jugendmannschaft von Tokyo Verdy sowie in der Universitätsmannschaft der Nihon-Universität. Seinen ersten Vertrag unterschrieb er am 1. Februar 2022 beim Tochigi SC. Der Verein aus Utsunomiya, einer Stadt in der Präfektur Tochigi, spielte in der zweiten japanischen Liga. Sein Zweitligadebüt gab Shō Ōmori am 19. Februar 2022 (1. Spieltag) im Heimspiel gegen Blaublitz Akita. Hier stand er in der Startelf und spielte die kompletten 90 Minuten. Tochigi gewann das Spiel durch ein Tor von Yūki Nishiya mit 1:0. Am Ende der Saison 2024 belegte er mit Tochigi den 18. Tabellenplatz und musste somit in die dritte Liga absteigen. Nach dem Abstieg und 104 Ligaspielen für Tochigi wechselte er im Januar 2025 nach Mito zum Zweitligisten Mito Hollyhock.

## Sonstiges
Shō Ōmori ist der Bruder von Rio Ōmori.